# Portræt af Gud
|  | Denne artikel er oprettet af botten PalnaBot ud fra en ekstern database. Den kan derfor have sproglige fejl eller mangler. Denne skabelon kan fjernes efter kontrol af indholdet. |

Portræt af Gud er en dokumentarfilm fra 2001 instrueret af Jon Bang Carlsen efter manuskript af Jon Bang Carlsen.

## Handling
Som en anden privatdetektiv sætter Jon Bang Carlsen ud på jagt efter den "mest eftersøgte person i vor tid": Gud. Instruktøren har svært ved at finde troen i sig selv og leder i stedet i de umiddelbare omgivelser. Først inden for rammerne af det hjem på den afrikanske kyst, hvor han har slået sig ned med sine to halvstore drenge. Siden ude i det sydafrikanske samfund. Tættest på målet kommer han i det store Pollsmoor fængsel i Capetown, hvor de indsatte finder trøst i religionen. Er der plads til humor i et portræt af Gud? Hos Jon Bang Carlsen er der. Ligesom der ifølge filmen er plads til tvivl i Guds hjerte.